# Division No 18 (Alberta)
Pour les articles homonymes, voir Division No 18.
La Division No  18 est une division de recensement de 14 534 habitants en 2011, située dans la province d'Alberta, au Canada.